# Gyrinophagus
Gyrinophagus is een geslacht van vliesvleugeligen uit de familie Pteromalidae. De wetenschappelijke naam van dit geslacht is voor het eerst geldig gepubliceerd in 1914 door Ruschka.

## Soorten
Het geslacht Gyrinophagus omvat de volgende soorten:
- Gyrinophagus aper (Walker, 1839)
- Gyrinophagus cychreus (Walker, 1850)
- Gyrinophagus luteipes Ruschka, 1914